# Puig dels Corbs (Pals)
El Puig dels Corbs és una muntanya de 116 metres que es troba al municipi de Pals, a la comarca catalana del Baix Empordà.